# Dick Berk
Dick Berk (22. května 1939 San Francisco – 8. února 2014 Portland) byl americký jazzový bubeník. Studoval na Berklee College of Music a svou kariéru zahájil počátkem šedesátých let hraním v klubech v okolí Bostonu. V roce 1962 se přestěhoval do New Yorku, kde hrál s Tedem Cursonem. Koncem šedesátých let se přestěhoval do Los Angeles, kde pokračoval v aktivní hudební kariéře. Počátkem osmdesátých let založil Jazz Adoption Agency. Během své kariéry vydal několik alb jako leader a spolupracoval s mnoha dalšími hudebníky, mezi které patří Blue Mitchell, Jean-Luc Ponty, Milt Jackson, George Duke a Don Friedman. Zemřel v roce 2014 ve věku čtyřiasedmdesáti let; přestože byl již delší dobu nemocný, až do konce života se věnoval hudbě.